# Kissing
Kissing est une commune de Bavière (Allemagne), située dans l'arrondissement d'Aichach-Friedberg.